# ФК Олимпиакос
ФК „Олимпиакос“ (Пирея) (на гръцки: ΠΑΕ Ολυμπιακός, произнася се: Олимбиакόс), също известен като „Олимпиакос“ е гръцки футболен отбор от град Пирея. Пълното име на клуба е Олимпиакос АПОП (на гръцки: Oλυμπιακός Σύνδεσμος Φιλάθλων Πειραιώς), което означава „Клуб на привържениците на Олимпиакос Пирея“.

## История
„Олимпиакос“ се счита за един от „големите три“ футболни клуба в Гърция (другите са Панатинайкос и АЕК) и е един от само четирите отбора, които никога не са изпадали от първа дивизия.
„Олимпиакос“ е най-успешният клуб в историята на гръцкия футбол. Спечелил е 48 шампионски титли, 29 Купи на Гърция и четири Суперкупи, повече титли от всеки друг гръцки отбор.
В Европейските клубни турнири отборът два пъти достига до четвъртфинал – през сезон 1998 – 99 г. в турнира от Шампионската лига и през 1992 – 93 г. в турнира за КНК. Олимпиакос също е един от учредителите на Асоциацията на европейските клубове.

### Ранните години
ФК „Олимпиакос“ е създаден на малкото пристанище в Пирея през 1925 г. от петимата братя Адрианополу. След години на доминация през 30-те години на XX век. Братята Адрианополу се насочват към политиката, позволявайки още повече на клуба да се развие и за финансирането и построяването на стадион Караискакис през 50-те, друг период на доминация за червено-белите.

### От 60-те до 80-те.
Неуспехите в през 60-те години са забравени след като амбиционзният президент Никос Гуландрис, който купува много звезди и успява да избута ПАОК от върха през 1973 г., печелейки първата от три последователни титли.
Финансовия скандал в началото на 80-те по време на четири поредни титли, спира клуба и амбициозният тим на АЕК успява да стане шампион и да властва за известно време.

### 90-те години на XX век
През 1992 г. телефоният магнат и милионер Сократис Кокалис, собственик на баскетболния отбор на Олимпиакос, купува и футболният отбор и изчиства всичките му задължения. През 1996 г. треньор става Душан Баевич, заедно със своите сънародници Илия Ивич и Синиша Гогич. Олимпиакос спечелва титлата тогава с 12 точки пред втория АЕК. През 1997/1998 Олимпиакос отново става шампион и успява да спечели групата си в ШЛ – Аякс, Динамо Загреб, Порто и загубвайки с късен гол срещу Ювентус на четвъртфиналите.
Олимпиакос се проваля да достигне същият успех, макар и с ново покупените звезди – Джовани от Бразилия и словенецът Златко Захович.
Междувременно Караискакис изглежда в не добро състояние за европейски срещи, затова Олимпийският стадион в Атина служи за домакинските срещи.

### Новото хилядолетие
През сезон 2002/2003 и 2003/2004 Олимпиакос играе на стадиона на Аполон Атина. Тимът продължава да се представя страхотно и печели титла след титла постигайки рекордните 7 поредни титли. Става най-успешният гръцки отбор в историята, като за 10-те години на XXI век тимът печели 9/10 сезона.
През сезон 2023/24 гръцкия гранд печели Лига на конференциите, след като на финала след продължения надделяват над Фиорентина с 1:0, точен за триумфа е Ел Кааби в 116-та минута. През същия сезон отборът завършва на 3-то място в гръцкото първенство с актив от 74 точки, като отбелязват 78 гола и допускат 36 гола.

## Срещи с български отбори

### „Лудогорец“
С „Лудогорец“ се е срещал един път в контролен мач. Срещата е на 26 юни 2017 г. в австрийския град Йенбах като резултатът е 1 – 1.
Олимпиакос - Лудогорец 1:1 
Шампионска лига - трети предварителен кръг. 04.08.2021
10.08.2021
Лудогорец - Олимпиакос 2:2 
(4:1 след дузпи)
Ботев Пловдив - Олимпиакос купа на Уефа първи кръг сезон - 93/94
В първия мач домакините от Ботев  отстъпват на Олимпиакос с 2:3 пред повече от 30 хиляди зрители на стадион Пловдив. 
На реванша Олимпиакос печели убедително с 5:1 и така с общ резултат 3:8 Ботев отпада от купата на Уефа.

## Успехи
Национални:
- Гръцка Лига:
  -  Шампион (48, рекорд): 1930/31, 1932/33, 1933/34, 1935/36, 1936/37, 1937/38, 1946/47, 1947/48, 1950/51, 1953/54, 1954/55, 1955/56, 1956/57, 1957/58, 1958/59, 1965/66, 1966/67, 1972/73, 1973/74, 1974/75, 1979/80, 1980/81, 1981/82, 1982/83, 1986/87, 1996/97, 1997/98, 1998/99, 1999/00, 2000/01, 2001/02, 2002/03, 2004/05, 2005/06, 2006/07, 2007/08, 2008/09, 2010/11, 2011/12, 2012/13, 2013/14, 2014/15, 2015/16, 2016/17, 2019/20, 2020/21, 2021/22, 2024/25
- Вицешампион (18): 1948/49, 1952/53, 1960/61, 1961/62, 1963/64, 1967/68, 1968/69, 1971/72, 1976/77, 1978/79, 1983/84, 1988/89, 1990/91, 1991/92, 1994/95, 2003/04, 2009/10, 2018/19
- Бронзов медал (15): 1929/30, 1938/39, 1939/40, 1945/46, 1959/60, 1962/63, 1964/65, 1969/70, 1975/76, 1992/93, 1993/94, 1995/96, 2017/18, 2022/23, 2023/24
- Купа на Гърция:
  -  Носител (29, рекорд): 1946/47, 1950/51, 1951/52, 1952/53, 1953/54, 1956/57, 1957/58, 1958/59, 1959/60, 1960/61, 1962/63, 1964/65, 1967/68, 1970/71, 1972/73, 1974/75, 1980/81, 1989/90, 1991/92, 1998/99, 2004/05, 2005/06, 2007/08, 2008/09, 2011/12, 2012/13, 2014/15. 2019/20, 2024/25
- Финалист (14): 1955/56, 1961/62, 1965/66, 1968/69, 1973/74, 1975/76, 1985/86, 1987/88, 1992/93, 2000/01, 2001/02, 2003/04, 2015/16, 2020/21
- Суперкупа на Гърция:[2]
  -  Носител (4, рекорд): 1980, 1987, 1992, 2007

Международни:
- Балканска клубна купа:
  -  Носител (1): 1963
- Купа на носителите на купи:
  - Четвъртфиналист (1):  1992/93
- Шампионска лига:
  - Четвъртфиналист (1): 1998/99
- Лига на конференциите:
  -  Шампион (1): 2023/24

## Известни бивши футболисти
| - Фернандо Белуски - Лусиано Галети - Алехандро Домингес - Ариел Ибагаса - Eстебан Камбиасо - Хавиер Савиола | - Джовани - Зе Елиаш - Ривалдо - Емил Кременлиев - Феликс Борха - Раул Браво | - Хорхе Бермудес - Яя Туре - Нери Кастильо - Рашиди Йекини - Михал Жевлаков - Анджей Юсковяк | - Юрий Савичев - Предраг Джорджевич - Дарко Ковачевич - Юрай Бучек - Златко Захович - Генадий Литовченко | - Олег Протасов - Лайош Детари - Габриел Алвес - Кристиан Карембьо - Мартин Новоселач - Улоф Мелбери |

## Български футболисти
- Емил Кременлиев: - 1995/96 - (14 мача - 0 гола)

## Бивши треньори
- Душан Баевич
- Мартон Букови
- Кажимеж Гурски
- Леонардо Жардим
- Олег Блохин
- Олег Протасов

## Фенове
Феновете на Олимпиакос оригинално са от Пирея, където е основан клубът, но клубът е доста популярен и в Атина.
През 50 – те години на 20 век, поставяйки рекорди и печелейки титли, популярността на клуба се увеличава и впоследствие става и най-известният. Традиционно Олимпиакос е представлявал работническата класа, но клубът привлича хора от всички социални класи и вече феновете им не се определят като една специфична класа.
Много гръцки вестници и списания определят тима като най-популярен – 29 – 37 % сред футболните фенове и 20.9 – 29 & сред цялото население на Гърция, което означава, че феновете им възлизат на 2,5 милиона души.
Популярността им в Атина достига 45,1 %, което ги прави най-популярните в гръцката столица.
През 2006 г. Олимпиакос влиза в топ 10 по брой на плащащите фенове, класирайки се на 9-о място след Реал Мадрид, със своите 83 000 регистрирани фена.
Феновете на Олимпиакос са в много добри отношения с феновете на Цървена звезда, наричайки се Православните братя.